# Anni Lange
Anni Lange (* 15. Mai 1904 in Bremen; † 29. August 1977 in Hamburg) war eine deutsche Politikerin (SPD) und Mitglied des Niedersächsischen Landtages.
Anni Lange war von Beruf Kontoristin, zeitweise war sie Hausfrau. Sie war vom 26. Februar 1954 bis 5. Mai 1955 Mitglied des Niedersächsischen Landtages (2. Wahlperiode) und vom 2. Mai 1958 bis 5. Mai 1959 (3. Wahlperiode). 
Anni Lange war verheiratet und hatte ein Kind. 